# 1999: conquista della Terra
1999: conquista della Terra (Conquest of the Planet of the Apes) è un film del 1972 diretto da J. Lee Thompson. È la quarta pellicola della saga iniziata con Il pianeta delle scimmie del 1968.
Il film si collega direttamente alle vicende narrate nel precedente capitolo cinematografico, Fuga dal pianeta delle scimmie (1971) e a dispetto del titolo italiano l'intera vicenda è ambientata nel 1991. Il reboot della serie, L'alba del pianeta delle scimmie (2011), condivide numerose somiglianze con questo film, ma non è un diretto remake.

## Trama
Nel 1983 (dieci anni dopo gli eventi del film precedente) una misteriosa epidemia aliena ha sterminato i cani e i gatti, lasciando così l'uomo senza animali domestici. Per rimpiazzarli, gli uomini iniziano ad addomesticare le scimmie e in seguito a renderle schiave, sfruttandole per l'esecuzione di svariati lavori manuali.
America del Nord, anno 1991.
In questo futuribile mondo distopico per le scimmie, il giovane scimpanzé Cesare (figlio di Zira e Cornelius, due scimpanzé intelligenti provenienti dal futuro) vive sotto la custodia del Señor Armando, con il quale cammina per la metropoli distribuendo volantini del suo circo. Armando è conscio del fatto che la capacità di parlare di Cesare deve essere celata alle autorità perché il governo teme che la sua esistenza comporterebbe l'oppressione del genere umano. Per la strada i due assistono a un gruppo di guardie che picchiano selvaggiamente una scimmia schiava che aveva commesso un errore, e dalla rabbia Cesare urla involontariamente: "Luridi esseri umani!" in mezzo alla folla di curiosi. Cesare si allontana dalla scena mentre Armando distrae le guardie e i presenti affermando che è stato lui ad aver urlato.
Più tardi Armando nasconde Cesare sotto una scalinata e gli dice che andrà dalla polizia per cercare di risolvere l'inconveniente. Durante l'assenza del padre adottivo, Cesare si vede costretto a nascondersi in una gabbia di oranghi e ben presto impara di persona la crudeltà alla quale i suoi simili sono sottoposti. Egli viene in seguito venduto all'asta al governatore Breck, che permette alla scimmia di scegliersi un nome indicandone uno a caso dalla pagina di un libro e lo scimpanzé poggia sul nome "Cesare" fingendo che sia una coincidenza. Cesare viene quindi messo al lavoro dal capo aiutante di Breck, l'afroamericano MacDonald, il quale prova pietà per le scimmie. Trascorrendo del tempo con Cesare, MacDonald alla fine capisce chi sia veramente.
Nel frattempo Armando viene interrogato dall'ispettore Kolp, il quale sospetta che la sua "scimmia da circo" sia il figlio di Zira e Cornelius. In seguito Kolp sottopone Armando all'Autenticatore, un macchinario che costringe la gente a dire la verità contro la loro volontà. Armando ammette di conoscere Cornelius, ma pur di non rivelare altro, decide di suicidarsi buttandosi dalla finestra. Cesare viene a conoscenza della drammatica morte dell'unico essere umano che in tutta la sua vita lo rispettava, e colto dalla rabbia, dalla disperazione e dalla sete di vendetta, inizia a complottare contro gli umani. Durante i suoi turni di lavoro, Cesare forma un'alleanza segreta di scimmie schiave che vengono ispirate a compiere atti di disobbedienza.
Ben presto Cesare organizza una vera e propria ribellione di scimmie schiave insegnando loro come usare oggetti come armi dopo averli segretamente raccolti e rubati. Nel frattempo Breck apprende da Kolp che la nave che aveva presumibilmente consegnato Cesare con il carico di oranghi proveniva da una regione senza scimpanzé. Sospettando che il lavoratore "Cesare" sia il figlio delle scimmie intelligenti del futuro, Breck manda i suoi uomini ad arrestarlo e in seguito lo torturano con l'elettricità finché lo scimpanzé non si mette a implorare pietà. Orripilato dalla parlata di Cesare, Breck ordina di giustiziarlo immediatamente, ma all'ultimo istante MacDonald spegne di nascosto l'elettricità del tavolo di tortura di Cesare, permettendogli così di liberarsi e scappare dopo aver strangolato il torturatore.
Cesare raggiunge il covo segreto della sua ribellione e dà inizio alla rivolta delle scimmie. L'esercito di Cesare ingaggia un violento scontro dal quale emerge vittorioso uccidendo i poliziotti che cercavano di combatterle, quindi assale il centro di comando delle scimmie schiave, appiccando un incendio all'edificio e massacrando la maggior parte del personale. Breck viene catturato e portato fuori per essere giustiziato dalle scimmie, ma MacDonald li raggiunge e implora Cesare di avere pietà. Lisa nonostante le ferite riportate a differenza delle altre scimmie, resta disgustata di come le sue compagne in preda all'odio infieriscano sui cadaveri dei poliziotti nonostante esse si fossero già vendicate. Inizialmente accecato dalla furia, Cesare sceglie di non ucciderlo e così ordina alle scimmie di abbassare le armi, vedendo soprattutto lo sguardo triste di Lisa che lo implorava di fermare quello scempio. Il film si chiude con il discorso che Cesare recita ai suoi alleati:

## Accoglienza

### Incassi
Il film ebbe un buon successo al botteghino (anche grazie ai suoi bassi costi di produzione).

### Critica
Tuttavia non ebbe recensioni esaltanti: secondo il Corriere della Sera, questo film «risente un po' della stanchezza della ripetizione e scivola spesso nel convenzionale». Tuttavia, il riferimento alla lotta sociale come unico rimedio degli oppressi contro gli oppressori (l'assistente MacDonald, uomo di colore, finisce per fraternizzare con le scimmie), riesce nell'intento di parlare direttamente al cuore dello spettatore. Il critico Paolo Mereghetti lo definisce «inferiore agli altri episodi e realizzato alla meno peggio».